# Rejon sławski
Rejon sławski (ros. Славский район) – jednostka podziału administracyjnego wchodząca w skład rosyjskiego obwodu królewieckiego.
Rejon leży w północnej części obwodu, przy granicy z Litwą, nad Zalewem Kurońskim, a jego ośrodkiem administracyjnym jest miasto Sławsk.